# Уманец, Александр Гордеевич
Александр Гордеевич Уманец (1898—1938) — российский и советский боксёр, тренер по боксу. Представитель ленинградского спортивного общества «Моряк», бронзовый призёр первого чемпионата СССР по боксу в полусредней весовой категории. Как тренер внёс большой вклад в развитие ленинградского бокса, наставник известного боксёра и тренера Альберта Лавриновича.

## Биография
Александр Уманец родился в 1898 году в Санкт-Петербурге.
Занимался боксом в ленинградском добровольном спортивном обществе «Моряк». В 1926 году принимал участие в прошедшем в Москве первом чемпионате СССР по боксу, где сумел завоевать награду бронзового достоинства — в зачёте полусредней весовой категории пропустил вперёд только московского динамовца Якова Брауна и представителя Профсоюзов Константина Никитина, которые заняли первое и второе места соответственно.
Выступая на соревнованиях, Уманец также осуществлял тренерскую деятельность в секции бокса при Кировском заводе. Причислен к специалистам, оказавшим наибольшее влияние на становление ленинградского бокса. Его учеником в числе прочих был известный в будущем боксёрский тренер и педагог Альберт Лавринович, заслуженный тренер СССР по боксу.
20 июля 1938 года Александр Уманец был арестован по подозрению в «шпионской, террористической и диверсионной работе». 25 октября особая тройка управления Народного комиссариата внутренних дел Ленинградской области признала его виновным и приговорила к высшей мере наказания. Расстрелян 1 ноября 1938 года в Ленинграде.